# Kosta Perović
Kosta Perović (in serbo Коста Пеpoвић?; Osijek, 19 febbraio 1985) è un ex cestista serbo.

## Carriera
È stato selezionato dai Golden State Warriors al secondo giro del Draft NBA 2006 (38ª scelta assoluta).
Con la Serbia e Montenegro ha disputato i Campionati europei del 2003 e i Campionati mondiali del 2006.
Con la Serbia ha disputato i Campionati mondiali del 2010 e due edizioni dei Campionati europei  (2009, 2011).

## Palmarès
- YUBA liga: 4

Partizan Belgrado: 2002-03, 2003-04, 2004-05, 2005-06
- Campionato serbo: 1

Partizan Belgrado: 2006-07
- Campionato spagnolo: 2

Barcellona: 2010-2011, 2011-12
- Copa del Rey: 1

Barcellona: 2011
- Supercoppa spagnola: 2

Bercellona: 2010, 2011
- Liga catalana: 2

Barcellona: 2010, 2011
- Lega Adriatica: 1

Partizan Belgrado: 2006-07
- Eurocup: 1

Valencia: 2009-10